# Nachal Sansan
Nachal Sansan (hebrejsky: נחל סנסן) je vádí o délce 14 kilometrů v Izraeli, v jihozápadní části Judských hor.
Začíná v kopcovitém terénu jižně od obce Cur Hadasa, na svazích hory Har Sansan, která dosahuje nadmořské výšky 733 metrů. Směřuje pak k jihozápadu údolím, jehož svahy jsou zčásti zalesněné. Jižně od vesnice Mata sem zprava ústí vádí Nachal Geres. Mezi vesnicemi Avi'ezer a Netiv ha-Lamed He do něj zleva ústí vádí Nachal Eciona a po několika stech metrech pak Nachal Sansan vtéká do potoka Nachal ha-Ela, v mělkém údolí na pomezí Judských hor a pahorkatiny Šefela.
Část toku je začleněna do Přírodní rezervace Reches Sansan (שמורת רכס סנסן), kde jsou rozsáhlé lesní komplexy a stopy starého osídlení v lokalitě Chirbet Sansan.